# Ютта Хелмжська
Ютта Хелмжська (близько 1200, Зангергаузен — 5 травня 1260, Хелмжа) — благодійниця і відлюдниця, блаженна римо-католицької церкви.

## Життєпис
Ютта Хелмжська жила після смерті свого чоловіка біля Улріхкірхе в Зангергаузені. Вона присвятила себе догляду за хворими за прикладом Єлизавети Угорської і підтримувала контакти з Мехтільдою Маґдебурзькою. Ютта хотіла жити життям за Христом (Imitatio Christi) в апостольській бідності (Vita apostolica), але не вступаючи в жоден орден. Потім вона вирішила поїхати зі своїм родичем Анно фон Зангергаузеном, великим магістром Тевтонського ордену, до району Тевтонського ордену в районі Хелмжа в Пруссії. У 1256 році вона зробила пожертву церкві св. Ґеорґа. 

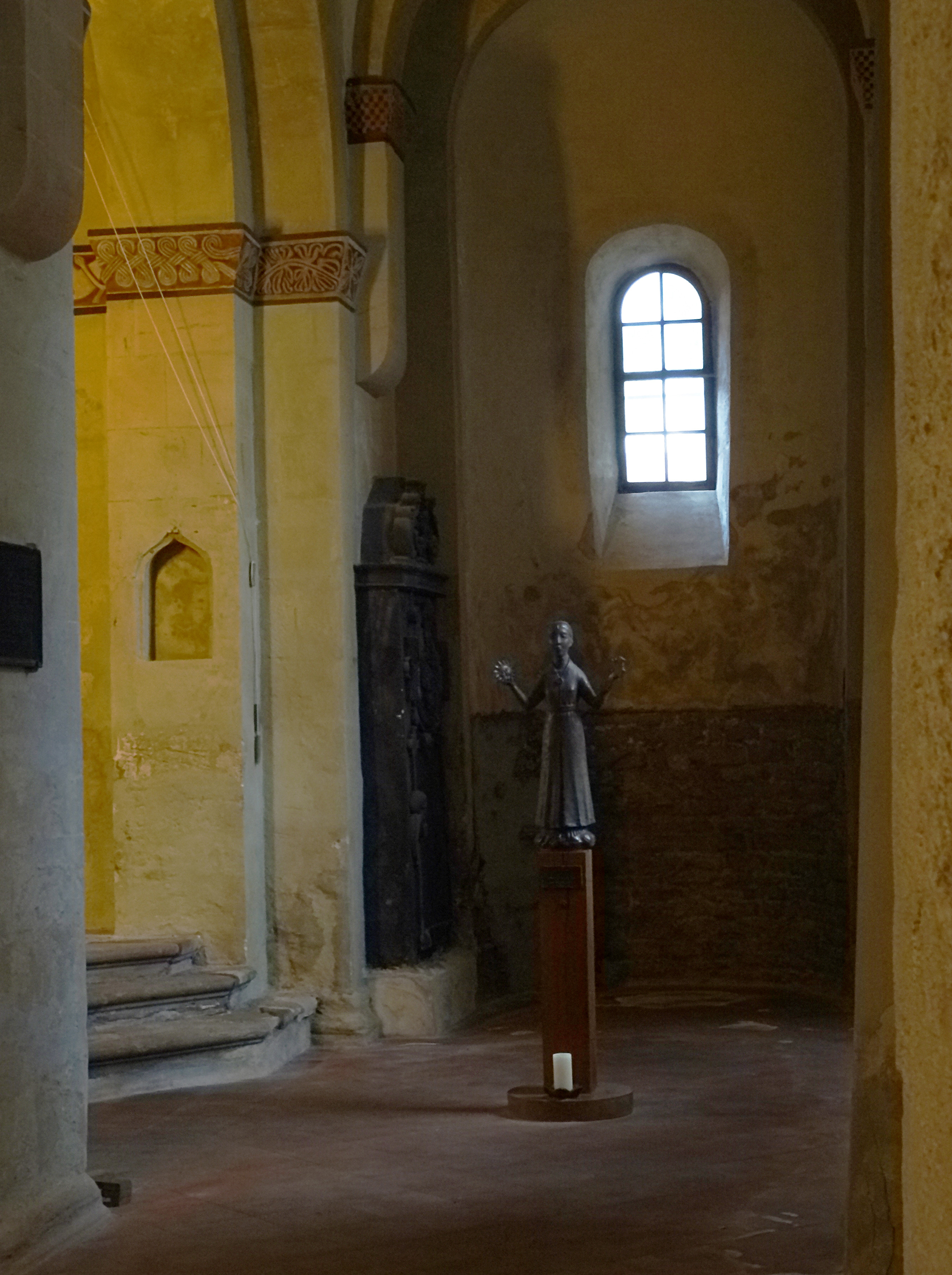
Статуя Ютти Хелмжської в Ульріхкірхе

Там Ютта поселилася відлюдницею у Більдшені — сьогоднішня Гміна Хелмжа. У соборній церкві Хелмжі вона зустріла свого покровителя і сповідника Йоганна Лобедау. Його наступник, провінційний настоятель домініканців Гайденрайх фон Кульм, (який раніше був архієпископом Арма в Ірландії), за бажанням Ютти поховав її в базиліці Святої Трійці Хелмжа. 
Процес канонізації Ютти місцевим єпископом був уже проведений 15 років після її смерті. Канонізація у Римі не відбулася, саме тому вона вважається блаженною. 5 травня — католицький день спомину блаженної. 
У 1520 році Симон Грюнау описав життя Ютти Хелмжської у своєму прусському літописі. Він вважає Кароло — Карла Хелмжського — її покійним чоловіком, а (Г)анно — одним із її синів, які взяли з собою матір до Хелмжі в Пруссії. 
У 1605/9 роках польський письменник Мартін Бароній — священник з Ярослава — писав про Ютту Хелмжську так: Haec nata in Prussia anno domini 1220, народжена в Пруссії з тюринзької родини і одружений за Johann Konopacki, libero baroni in Bielczany. 
Коли її рештки були підняті в 1637 році, вони пропали безвісти, проте каплиця Ютти збереглася донині. Бідьдшен став незабаром місцем паломництва. У Хелмжі сьогодні про Ютту нагадує площа. 2 травня 2010 року була створена католицька парафія св. Ютти. 